# Dongcheon-dong, Gwangju
Dongcheon-dong (koreanska: 동천동) är en stadsdel i stadsdistriktet Seo-gu i staden Gwangju i den sydvästra delen av Sydkorea,  270 km söder om huvudstaden Seoul.